# Saray García
Saray García García, plus couramment appelée Saray, est une footballeuse internationale espagnole née le 5 septembre 1984 évoluant au poste de milieu de terrain.

## Carrière
Avec l'équipe d'Espagne, Saray a disputé quatre matchs de qualification pour la Coupe du monde et huit matches de compétitions UEFA, dont un match de qualification pour l'Euro 2009.

## Palmarès
Rayo Vallecano
- Championne d'Espagne en 2011